# Římskokatolická farnost Boč nad Ohří
Římskokatolická farnost Boč nad Ohří (lat. Wotschium) je zaniklá církevní správní jednotka sdružující římské katolíky v Boči a okolí. Organizačně spadala do krušnohorského vikariátu, který je jedním z deseti vikariátů litoměřické diecéze.

## Historie farnosti
Tzv. stará farnost pochází z roku 1292. Matriky jsou vedeny od roku 1573. Po reformaci se farnost stala filiálkou k farnosti Okounov. Roku 1738 byla administrována. Od roku 1758 se opět stala samostatnou farností.
Farnost existovala do 31. prosince 2012 jako součást kláštereckého farního obvodu. Od 1. ledna 2013 zanikla sloučením do farnosti Klášterec nad Ohří.

### Duchovní správcové vedoucí farnost
Začátek působnosti jmenovaného v duchovní správě farnosti od:
- 1758   proto-par. (1. farář) Philippus Fetter
- 1765   Martinus Margatsch
- 1785   Andreas Kraus, n. 21. 10. 1747 Leitmeritz, o. 1774, † 28. 6. 1829
- 1830   Franc. Gautsch, n. 4. 8. 1789 Oberebersdorf., o. 28. 8. 1812, † 5. 5. 1864
- 1848   par. vacat
- 1849   Franc. Fischer, n. 20. 8. 1795 Proedlocens., o. 15. 8. 1819, † 4. 4. 1851
- 1852   Joann. Hegenbart, n. 11. 12. 1796 Güntersdorf, o. 24. 8. 1821, † 4. 2. 1870
- 1870   Wenc. Hammer, n. 15. 11. 1835 Waidmesgrün, o. 31. 7. 1860, † 14. 5. 1906
- 1896   par. vacat, admin. int. Franz Tobisch
- 1896   Franz Tobisch, n. 9. 11. 1865 Redenic. o. 16. 5. 1889, † 15. 4. 1934
- * 1930–? Peter Michl, kaplan?
- 1. 5. 1931 František Kunz, n. 30. 4. 1896 Gabel, o. 1. 9. 1918, † 28. 1. 1993
- 1. 8. 1971 Alois Šíma
- 1. 9. 1973 František Krásenský  / pražská arcidiecéze
- 1. 6. 1977 Jiří Pokorný
- 1. 4. 1982 Bohumil Landsmann CSsR
- 1. 8. 1985 Josef Šprlák
- 15. 3. 1990 Josef Špaček O.Praem.
- 1. 8. 1998   Libor Švorčík
- 1. 11. 1998  Rafał Józef Wala, admin. exc. z Klášterce nad Ohří
- 1. 7. 2009 – 31. 12. 2012 Artur Ściana, admin. exc. z Klášterce nad Ohří[3]

Kromě kněží stojících v čele farnosti, působili ve farnosti v průběhu její historie i jiní kněží. Většinou pracovali jako farní vikáři, kaplani, katecheté, výpomocní duchovní aj.

## Území farnosti
Do farnosti náleželo území obcí:
- Boč (Wotsch)[p 2]
- Hrachová (Erbelstein)[p 2]
- Malý Hrzín (Kleingrün)[p 2]
- Ostinov (Himmelstein)[p 2]
- Osvinov (Gesmersgrün)[p 2]
- Smilov (Mühlendorf)[p 2]
- Srní (Boxgrün)[p 2]

## Římskokatolické sakrální stavby a místa kultu na území farnosti
| | Fotografie | Stavba             | Místo  | Bohoslužby                      | Zeměpisné souřadnice            | Status                                                                              |        |
| Kostel | Kostel     | Kostel             | Kostel | Kostel                          | Kostel                          | Kostel                                                                              | Kostel |
| --- | ---------- | ------------------ | ------ | ------------------------------- | ------------------------------- | ----------------------------------------------------------------------------------- | ------ |
| 1. |            | Kostel sv. Václava | Boč    | bližší informace o bohoslužbách | 50°21′47″ s. š., 13°4′57″ v. d. | do 31. prosince 2012 farní kostel, poté filiální kostel farnosti Klášterec nad Ohří |        |
| Některé drobné sakrální stavby a pamětihodnosti lze dohledat zde v databázi Drobné sakrální památky Zaniklé sakrální stavby lze dohledat zde v databázi Poškozené a zničené kostely, kaple a synagogy v České republice |            |                    |        |                                 |                                 |                                                                                     |        |

Ve farnosti se mohou nacházet i další drobné sakrální stavby, místa římskokatolického kultu a pamětihodnosti, které neobsahuje tato tabulka.